# Мыза-Арбонье
Мы́за-Арбо́нье — деревня в Калитинском сельском поселении Волосовского района Ленинградской области.

## История
На карте 1913 года на месте современной деревни обозначена Дача Киреева.

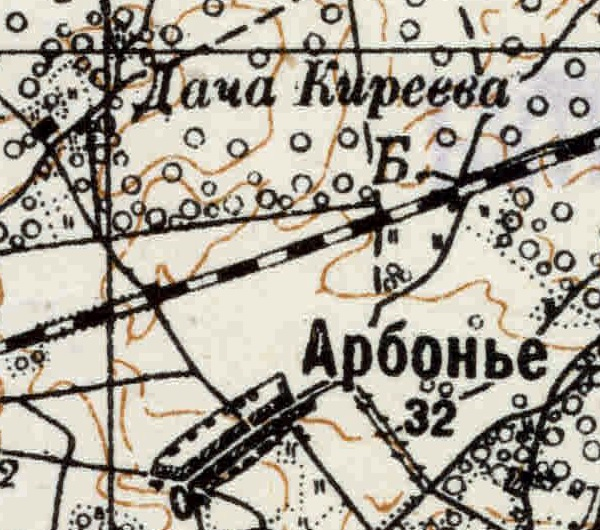
«Дача Киреева» на карте 1934 года

Согласно топографической карте РККА 1934 года на месте современной деревни Мыза-Арбонье находилась «Дача Киреева».
По административным данным 1933, 1966, 1973, 1990 и 1997 годов деревня Мыза-Арбонье в составе Волосовского района не значилась.
Постановлением правительства Российской Федерации от 21 декабря 1999 года № 1408 «О присвоении наименований географическим объектам и переименовании географических объектов в Ленинградской, Московской, Пермской и Тамбовской областях» деревне было присвоено наименование Мыза-Арбонье.
В 2002 году в деревне проживал 1 человек, в 2007 году — 6 человек, в 2010 году — 16 человек.

## География
Деревня расположена в восточной части района к северу от автодороги 41А-002 (Гатчина — Ополье).
Расстояние до административного центра поселения — 4,4 км.

## Демография
| 2002 | 2007 | 2010 | 2013 | 2017 |
| ---- | ---- | ---- | ---- | ---- |
| 1    | ↗6   | ↗16  | ↘11  | ↗13  |

### Национальный состав
Согласно данным Всероссийской переписи населения 2021 года в деревне проживали 19 человек, из них:
 русские — 10 человек, остальные национальность не указали.

## Инфраструктура
На 1 января 2013 года в деревне было зарегистрировано: домов — 15, хозяйств — 6, дачных хозяйств — 16, дачников — 2.